# Lauda Dr. R. Wobser

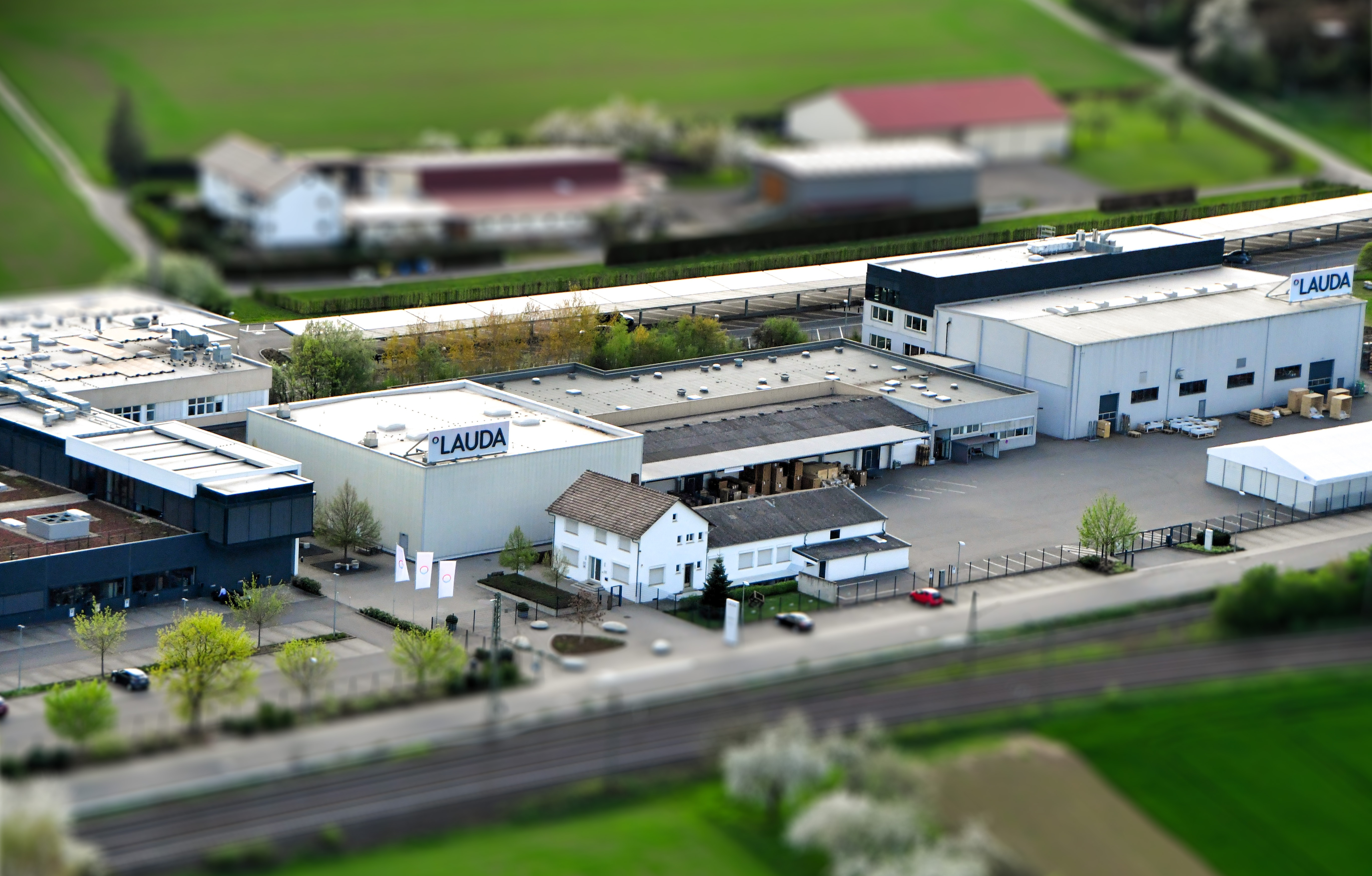
Hauptsitz der Lauda Dr. R. Wobser GmbH & Co. KG in Lauda (2024)

Die Lauda Dr. R. Wobser GmbH & Co. KG mit Sitz in Lauda-Königshofen ist ein Hersteller von Temperiergeräten und -anlagen. Zu den Produkten zählen u. a. Thermostate, Umlaufkühler, Prozesskühl- und Sekundärkreisanlagen und Laborgeräte wie Wasserbäder, Schüttelapparate oder Tiefkühlgeräte.

## Geschichte

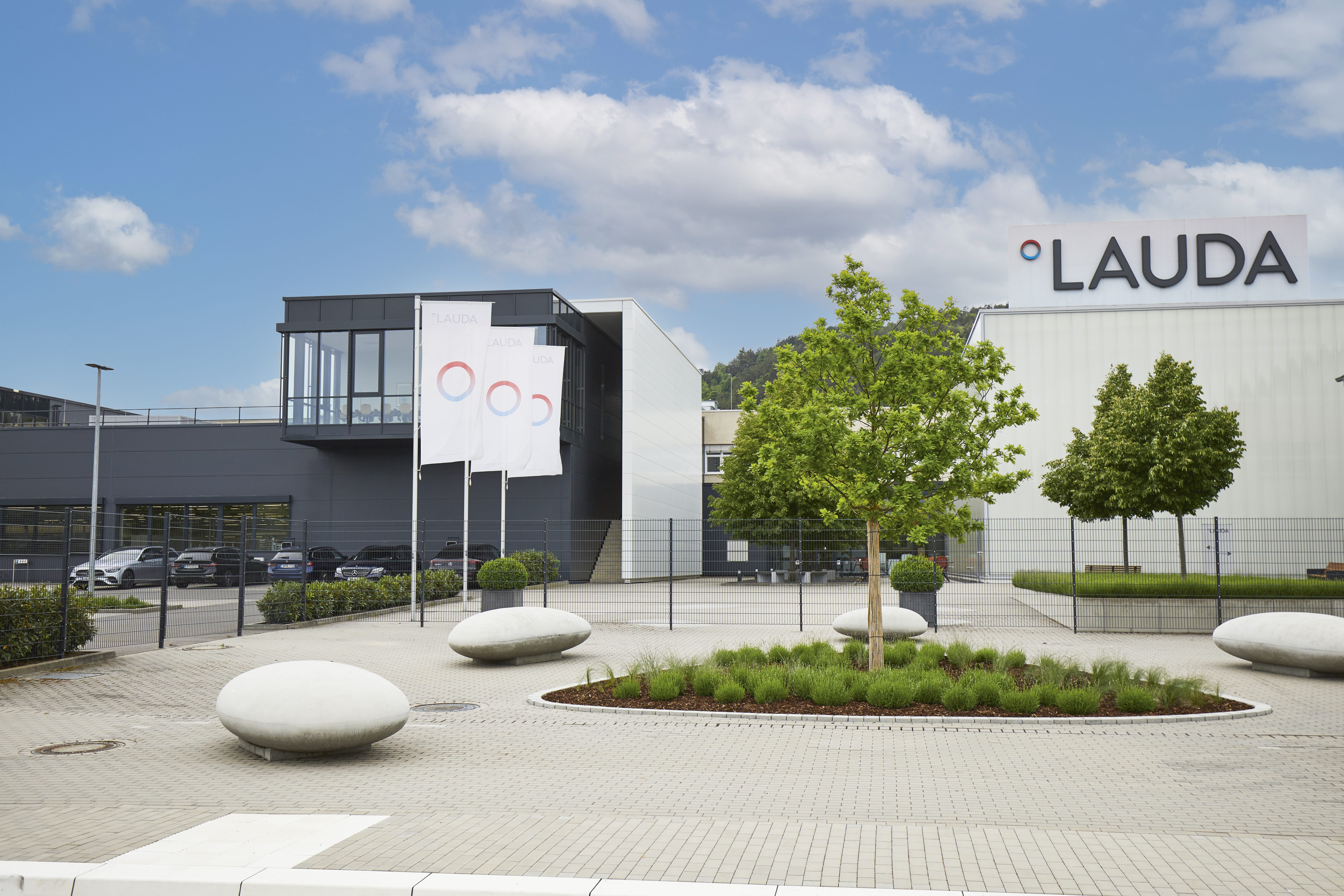
Haupteingang der Lauda Dr. R. Wobser GmbH & Co. KG (2022)

Rudolf Wobser, ursprünglich Technischer Leiter und Chef-Konstrukteur des DDR-VEB Prüfgerätewerk aus Medingen bei Dresden floh im August 1955 in den Westen. In Lauda, heute Teil von Lauda-Königshofen, gründete er 1956 mit zwei Partnern das Messgeräte-Werk Lauda Dr. R. Wobser KG. Nach ersten Versuchen mit koffergroßen Aufnahmegeräten für lackbeschichtete Postkarten (Cartavox) produzierte das Unternehmen Thermostate und Kryostate. Im Jahr 1963 beschäftigte der Betrieb 50 Mitarbeiter.
Im Jahr 1976 wurden die ersten digitalen Temperaturfühler zum Nachrüsten angeboten. Im Jahr 1988 wurde die Firma in eine GmbH & Co. KG mit den beiden Söhnen des Gründers als Geschäftsführern überführt. Dabei wurde die Bezeichnung „Messgerätewerk“ abgelegt und die Ortsbezeichnung Lauda als Markenname registriert. Drei Jahre später wurden erstmals Verluste gemacht, nach der Entwicklung neuer, günstig produzierbarerer Einfachgeräte stiegen die Umsätze wieder.
Im Jahr 2000 wurden neue Thermostate für die Prozesstechnik als Lückenschluss zwischen Labor- und Großsystemen angeboten. Bei den industriellen Systemen wurde eine neue Technik patentiert, die einen Temperaturbereich von −150 bis +400 °C ermöglicht. 2003 verließ Karlheinz Wobser aus Altersgründen das Unternehmen. Sein Bruder kaufte dessen Anteile und veräußerte einen Teil an seinen seit 1997 in der Firma tätigen Sohn Gunther Wobser, der nun zum Geschäftsführer bestellt wurde. Im Jahr 2005 eröffnete das Unternehmen erstmals eine Auslandsgesellschaft, die Lauda France, der 2006 die Lauda Wostok in Moskau folgte. Im Jahr 2007 wurde Lauda Singapore gegründet und im darauffolgenden Jahr 2008 folgten Lauda America-Latina, Lauda China und Lauda-Brinkmann in den USA. Mit Wirkung zum 1. April 2010 legte Gerhard Wobser seine Tätigkeit als Geschäftsführender Gesellschafter nieder und wechselte in den Beirat. Der Gruppenumsatz wuchs auf rund 56 Millionen Euro, es gab mehr als 300 Mitarbeiter.
Im Januar 2011 kaufte das Unternehmen das industrielle Umlaufkühlergeschäft des amerikanischen Filterherstellers Donaldson. Das ehemalige Donaldson-Unternehmen Ultrafilter S.L. in Terrassa, Spanien, war 1966 gegründet worden und stellt heute unter dem Firmennamen Lauda Ultracool mit rund 50 Mitarbeiterinnen und Mitarbeitern industrielle Umlaufkühler mit bis zu 500 kW Kälteleistung her. Es beliefert Hersteller von z. B. Druckmaschinen, Spritzgießanlagen, Laserbearbeitungsgeräten und Sortiermaschinen. Außerdem wurde im selben Jahr ein Neubau mit einem Investitionsvolumen von über 6 Millionen Euro am Standort Lauda-Königshofen begonnen. Im Jahr 2013 eröffnete Lauda einen weiteren Entwicklungs- und Produktionsstandort in Shanghai, China, und beschäftigte dort zusammen mit der Vertriebsgesellschaft rund 30 Menschen. Im September 2014 erwarb das Unternehmen den US-amerikanischen Hersteller von Temperiergeräten Noah Precision, ab 2014 Lauda-Noah genannt.
Im März 2015 wurde die Lauda Scientific GmbH als 100-prozentige Tochtergesellschaft für die Entwicklungs-, Vertriebs- und Serviceaktivitäten von Lauda Messgeräte ausgegründet. Das Unternehmen konzentriert sich auf Messgeräte für Polymere, Oberflächen, Öle und Tenside. Im Jahr 2018 kam die GFL Gesellschaft für Labortechnik mbH per Übernahme hinzu. GFL beschäftigt in Burgwedel 50 Mitarbeiter. Damit steigerte Lauda den Umsatz auf rund 90 Mio. Euro und die Mitarbeiterzahl auf 500.
Mit der 2021 gegründeten Lauda Medical GmbH & Co. KG baute das Unternehmen sein Engagement auf dem Medizinmarkt aus. Erstes Entwicklungsprojekt war ein Hypothermiegerät zur Temperierung von Patienten während Herzoperationen. 2022 verzeichnete das Unternehmen einen Umsatz von 120 Mio. Euro. Im Oktober 2022 wurde ein neuer Produktionsstandort in Terrassa bei Barcelona in Betrieb genommen, die eine Verdoppelung der Produktions- und Lagerfläche für industrielle Umlaufkühler ermöglichte.
Außerdem wurde der neue US-Hauptsitz von Lauda-Brinkmann in Marlton, New Jersey, und, ein Jahr später, die neuen Geschäftsräume in Singapur eingeweiht. Im Jahr 2024 ging Lauda mit Mobifreeze, der nach Unternehmensangaben weltweit ersten mobilen, akkubetriebenen Ultratiefkühltruhe, an den Markt. Die Mitarbeitendenzahl stieg auf 600.
Seit Beginn der 2020er-Jahre ist Lauda auf dem Markt der Elektromobilität und des Energieträgers Wasserstoff aktiv. 2023 beteiligte sich das Unternehmen an einem EU-Forschungsprojekt zur Wasserstoffbetankung im Heavy-Duty-Bereich.